# Trogirski dekanat
Trogirski dekanat je teritorijalno-pastoralna jedinica u sastavu Splitsko-makarske nadbiskupije i metropolije, a obuhvaća područje koje je nakon ukinuća trogirske biskupije, bulom Locum Beati Petri pape Lava XII. (1823. – 1829.) od 30. lipnja 1828. godine, pripojeno splitsko-makarskoj biskupiji. Na tom području u to je vrijem bilo svega 11 župa, a danas ih ima 14.
Župe u sastavu ovog dekanata su: Drvenik, Kaštel Lukšić, Kaštel Novi, Kaštel Stari, Kaštel Stari-Radun, Kaštel Štafilić, Okruk, Seget, Slatine, Trogir-Čiovo, Trogir-Grad, Trogir-Novo Naselje-Plano, Vinišće i Žedno-Arbanija. Sve župe pripadaju Splitsko-dalmatinskoj županiji i sve se nalaze u primorskom dijelu nadbiskupije. Svim župama upravljaju svjetovni svećenici, izuzevši župu sv. Jakova u Trogiru koja je povjerena franjevcima provincije sv. Jeronima.

## Povijest
Najstariji stanovnici toga kraja bili su Iliri, a već u 4. stoljeću pr. Kr. Grci su osnovali svoju koloniju Tragurion. Poslije Grka pojavljuju se Rimljani koji su u Bijaćima imali naselje veterana VII i IX legije zvano Siculi. U 1. polovini 7. stoljeća doselili su se Hrvati te pomiješali s romanskim i ilirskim stanovništvom toga kraja i vrlo brzo postali većinsko stanovništvo. Već u 1. polovici 9. stoljeća hrvatski knezovi imali su svoj kneževski dvor u Bijaćima nedaleko od Trogira.

## Vanjske poveznice
- Trogirski dekanat, Splitsko-makarska nadbiskupija